# A.S.D. Pro Settimo & Eureka
Associazione Sportiva Dilettantistica Pro Settimo & Eureka (thường được gọi đơn giản là Pro Settimo) là một câu lạc bộ bóng đá Ý, có trụ sở tại Settimo Torinese, Piedmont. Màu sắc của đội là trắng-xanh-vàng-đỏ.
Câu lạc bộ được thành lập vào năm 2007 bởi sự hợp nhất của Eureka Settimo và Pro Settimo Calcio. Kể từ khi sáp nhập này, câu lạc bộ mới đã trở thành một trong những đội quan trọng nhất ở khu vực Torino. Trong những năm tiếp theo, đội đã chiến thắng bốn lần Coppa Italia Dilettanti Piemonte-ValleỤréle (2007-2008, 2010-2011, 2012-2013, 2013-2014) và lọt vào trện chung kết Coppa Italia Dilettanti năm 2007-2008, thua 3-1 trong hiệp phụ trước HinterReggio Calcio.
Pro Settimo & Eureka đã chơi trong Eccellenza 2007-2008 thăng hạng lên Serie D sau khi họ có được vị trí thứ ba. Trong mùa giải đầu tiên của họ ở Serie D, câu lạc bộ đã tiến gần đến vòng play-off (vị trí thứ sáu). Trong mùa giải 2009-2010, Pro Settimo & Eureka rút lui ở Eccellenza, sau đó chơi bốn năm ở Eccellenza trước khi trở lại Serie D vào 2014-2015.